# ドラヴィダ人

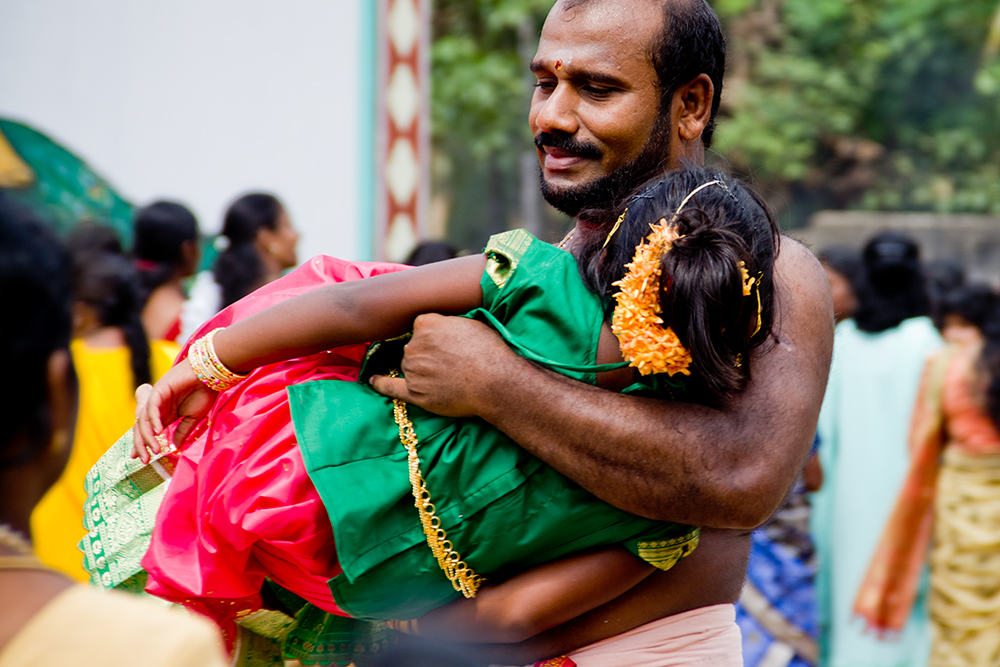

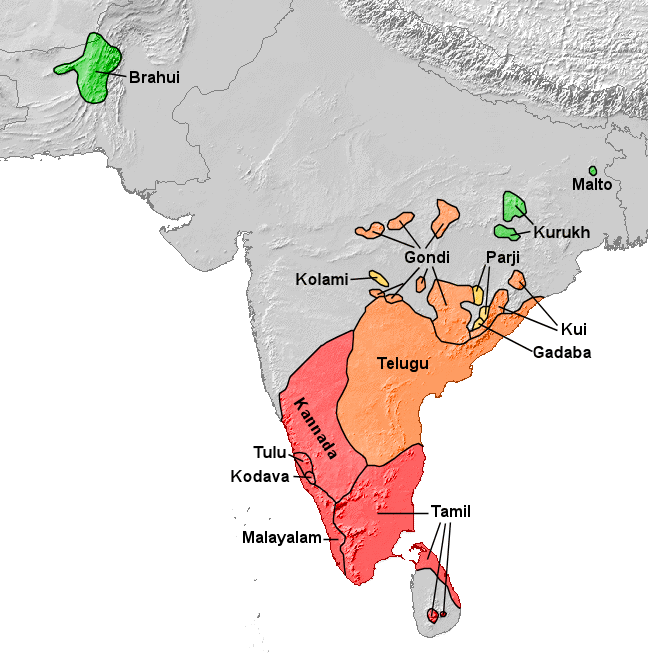
ドラヴィダ語の話者の分布図
（2007年）

ドラヴィダ人（ドラヴィダじん、Dravidian）は、ドラヴィダ語族の言語（タミル語、テルグ語、カンナダ語、マラヤーラム語、トゥル語、トーダ語、コータ語などの言語）を母語として使用する民族の総称。
現在では主に、インド特に南インド四州すなわちタミル・ナードゥ州、ケーララ州、アーンドラ・プラデーシュ州、カルナータカ州を中心として居住し、バングラデシュ、マレーシア、シンガポール、モルディブ、マダガスカル、セーシェルなどにも居住している。

## 起源
インダス文明はドラヴィダ人によるものだとされている。これは同文明の遺跡から発見された未解読のインダス文字により記された言語が、マヤ文字で有名であるユーリ・クノロゾフらソ連の研究者によってドラヴィダ語族の言語である可能性が高いことが指摘されたからである。
これをきっかけにインダス文字の研究では、Iravatham Mahadevanがドラヴィダ語仮説（Dravidian hypothesis, 南インドのドラヴィダ系の言語）を提唱し、Shikaripura Ranganatha Raoはドラヴィダ語仮説に反対していた。これらの対立にはドラヴィダ運動の政治的な側面からの影響もあった。
現在に至るまで多くの研究がなされているが、インダス文明の言語がドラヴィダ語に最も近かったことはほぼ確実である。
インダス文明では早い時期に農耕･牧畜を始めていたと考えられているが、アーリア人の移動が始まった後は、一部は南下し、一部は同化していった。

## 人類学的特徴
ドラヴィダ人はアーリア人とは外見が異なり、アーリア人よりも一般的に肌の色が黒く背が低いが手足が長い、ウェーブがかった髪などの特徴がある。
ドラヴィダ人のY染色体ハプログループは他のインドの民族同様、様々なタイプがみられ、民族の定義に用いられるドラヴィダ系言語がどの系統に由来するかは現段階において不明である。
インドのドラヴィダ人では多い順にH：32.9%、O：13.6%、L：11.6%、R1a：11.0%、J：10.5％となっている。

## 文化
サンスクリット文学が入る前から存在した独自のサンガム文学・タミル文学を保持し、ムルガン神信仰（後にスカンダや韋駄天に発展したといわれる）などの宗教や建築、音楽、道徳観、食生活などでも独自のものを持っている、という文化的な側面が挙げられる。
このような様々な側面が複雑に重なり合い繋がっているのが、ドラヴィダ人という概念である。また、タミル人という概念があり、主にタミル・ナードゥ州出身でタミル語を母語としその文化を担う人々を指すが、タミル（தமிழ்；Tamil）という語はドラヴィダ（திராவிட；サンスクリット語 द्रविड, द्रमिल, द्राविड；Dravida）という語と語源が関係している可能性が高い。このことから、タミル人をドラヴィダ人の代表、あるいはドラヴィダ人そのものと考える傾向が、タミル・ナードゥ州を中心に展開している政治運動であるドラヴィダ運動などにおいて見られる。

## 略史
- 紀元前53000年頃、アフリカ東岸からインド南西部に移住する。 さらに北、東へと広がって行く。
- 紀元前2600年頃、インダス川流域(現在のパキスタン)にインダス文明を形成する。複数の都市よりなる文明である。
- 紀元前1800年頃から、紀元前1500年頃にかけてインダス文明の都市は放棄される。気候の変化が理由だと言われる。
- 紀元前1500年頃から、イラン高原からアーリア人のインド北西部への移住が始まる。
  - 北部支派：インド西部のオリッサ、ベンガル
  - 中部支派：インド中部のマディヤ・プラデーシュ
  - 南部支派：インド南部のデカン高原
- 紀元前1300年頃から、アーリア人は一部地域の一部のドラヴィダ人を支配し、階級制度のカースト制を作り出し、アーリア人は司祭階級のブラフミン（バラモン）と、王族・貴族のクシャトリヤ、一般市民のヴァイシャを独占し、ドラヴィタ系の民族は奴隷階級のシュードラに封じ込められたとされていた。しかし近年の研究ではアーリア人・ドラヴィダ人共に様々な階級に分かれていた事が確認された。
- 紀元前1000年頃から、アーリア人のガンジス川流域への移住と共に、ドラヴィダ系民族との混血が始まる。アーリア人の認識は人種ではなく、言語や宗教によってなされるようになる。
- 現在ドラヴィダ系の人々はインド全域に居住しているが、古くからの文化を保持する民族は南インドを中心に居住している。
- メソポタミアのシュメール文明との関連性も指摘されている。ドラヴィダ語とシュメール語に共通性が見られるといった議論がインドではなされており、ドラヴィダ人はメソポタミア地方から移住したとの説も存在している。